# Daniel Mañó
Daniel Mañó Villagrasa (Sueca, España, 27 de febrero de 1932-5 de agosto de 2024) fue un futbolista español. Se desempeñaba en posición de extremo derecho.

## Selección nacional
Debutó con la Selección de fútbol de España B  el 13 de marzo de 1955, frente a Grecia con un resultado de 7 - 1. Jugó un total de 3 partidos.
Fue internacional con la Selección de fútbol de España en una ocasión el 18 de mayo de 1955 contra Inglaterra, partido celebrado en Madrid que finalizó con empate a un gol.

## Clubes
| Club           | País   | Temporada   | Partidos | Goles |
| -------------- | ------ | ----------- | -------- | ----- |
| Mestalla       | España | 1950 - 1952 | 50       | 15    |
| Valencia C. F. | España | 1952 - 1954 | 32       | 4     |
| Mestalla       | España | 1953 - 1954 | 15       | 5     |
| Valencia C. F. | España | 1954 - 1962 | 181      | 27    |
| Mestalla       | España | 1962 - 1963 | 14       | 4     |
| Valencia C. F. | España | 1962 - 1964 | 20       | 4     |
| Onteniente     | España | 1964 - 1965 | 27       | 6     |
| Alcoyano       | España |             |          |       |
| Sueca          | España |             |          |       |

## Palmarés

### Campeonatos nacionales
| Título                 | Club           | País   | Año       |
| ---------------------- | -------------- | ------ | --------- |
| Copa del Rey de Fútbol | Valencia C. F. | España | 1954      |
| Copa de Ferias         | Valencia C. F. | España | 1962 1963 |